# ちょいわるおやじ
ちょいわるおやじとは、雑誌『LEON』が提唱した、不良がかった中年男性（おやじ）のファッション。あるいは、それを範とする中年男性のこと。ちょいワルおやじや、チョイ不良おやじ（「ふりょう」で“ワル”と読む）とも表記される。

## 概要
ファッションはイタリアのお洒落な中年男性を手本としたコンサバファッションがベースとなっている。異性から支持されるファッションを基本としている。
雑誌『GLAMOROUS』が「グラっとくる色気のある男性」「セクシーな魅力が強い男性」というちょいわるおやじと類似した定義を掲げてグラ男という言葉を使っているが、こちらは東京のストリート、モードの流れから生まれた“男らしさ”を前面に押し出したスタイルであり、ちょいわるおやじとは若干異なる。
このスタイルをしている男性は、格好だけ「ワル」を気取っているのみで、実際に暴走族や不良行為少年だった経験が、必ずしもあるわけではない（しかし現在もそうであれば「いい年をして」と周囲から白眼視される）。
「ちょいわるおやじ」が年齢を重ねると「やんちゃジジイ」となる。

## その他
フランスの30代以上向け男性ファッション雑誌『Monsieur』 2007年4月号では「21世紀のダンディは日本人」という特集を組み、日本の服飾ブランドや時計など日本製アクセサリーを紹介しつつ、その中でちょいわるおやじChoiwaru Oyajiを大きく扱っている。
また、このブームをきっかけとして、「ちょいワル○○」といった型式で、派生語が多数生まれた。その例が、「ちょいワルマタニティ」などである。また、番組名として、「ちょいワルゴルフ」というものも存在する。

## 関連性のある人物
- 岸田一郎（提唱者）
- パンツェッタ・ジローラモ
- 干場義雅
- 大竹まこと
- 小倉智昭
- ベリッシモ・フランチェスコ
- 山崎拓
- オーノ泰広
- セルジュ・ゲンスブール